# ミスティー・ブルー
「ミスティー・ブルー」は、西城秀樹の51枚目のシングル。1985年5月9日にRCAから発売された。

## 解説
- コーセー化粧品「夏女・ソニア」のCMソングとして発売された[2]。
- メロディーラインはボサノバを基調としているものの、中近東の香りを感じさせる曲である[3]。
- オリコンでは最高位27位（100位内6週）、3.8万枚のセールスだった[1]。

## エピソード
- 『夜のヒットスタジオ』（フジテレビ系）では当時、カネボウと競合関係にある化粧品メーカー（資生堂、ノエビア化粧品）がスポンサーを務めていたため、本作がコーセーのCMキャンペーンで使用されていた期間内は、発売直前の1985年5月1日放送回と6月19日放送回の2回披露されるにとどまった。

## 収録曲
1. ミスティー・ブルー
作詞：森田由美／作曲：岡本朗／編曲：萩田光雄
2. STEPPIN' AWAY -夏の逃避行-
作詞：大津あきら／作曲・編曲：井上大輔